# Fava

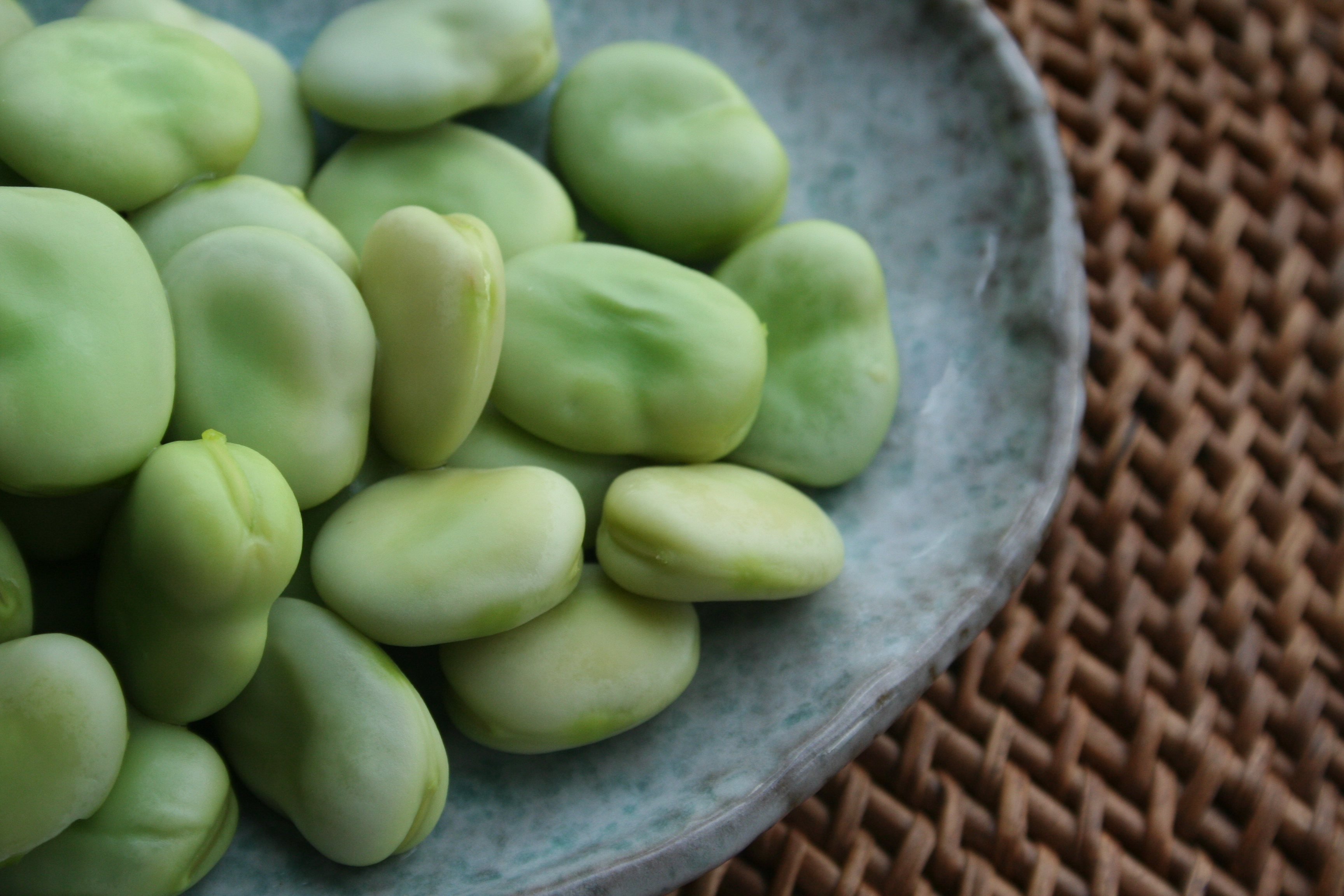
Grãos de Vicia faba cozidos

Fava (não confundir com feijão-fava) é a denominação de uma ou mais espécies de plantas da família das Fabaceae, em especial da espécie Vicia faba. Ao contrário do feijão, a fava tem como característica encontrar-se a sua radícula numa das pontas espalmadas e não ao centro.
As favas são originárias do Próximo-Oriente segundo os primeiros restos arqueológicos datados de seis a sete mil anos a.C. A sua utilização como alimento foi entretanto disseminada pela região mediterrânica, tendo o Império Romano tido um papel importante no aumento do seu consumo. A expansão marítima dos Reinos Ibéricos terão feito chegar a fava à América. No presente o seu consumo é global.

## Características
A vagem da fava é rasa, alongada e ligeiramente curvada, medindo em média sete centímetros de comprimento. No interior das vagens residem entre duas a quatro sementes rasas com forma de rim a que habitualmente nos referimos como favas. As sementes são geralmente de cor verde apesar de algumas variedades incluírem cores como branco, vermelho, roxo, castanho ou preto. As favas têm um sabor amidoso, semelhante ao da batata e uma textura granulada, mas ligeiramente amanteigada.
| 189 GRS / 217.12 CALORIAS |
| ------------------------- |

| NUTRIENTES            | QUANT.     | DDR (%) | DENSIDADE DO NUTRIENTE | CLASS.    |
| --------------------- | ---------- | ------- | ---------------------- | --------- |
| MOLIBDÉNIO            | 141.00 mcg | 188.0   | 15.7                   | excelente |
| TRIPTOFANOS           | 0.17 g     | 53.1    | 4.4                    | muito bom |
| FIBRAS                | 13.16 g    | 52.6    | 4.4                    | muito bom |
| MANGANÉSIO            | 0.97 mg    | 48.5    | 4.0                    | muito bom |
| FOLATOS               | 156.23 mcg | 39.1    | 3.3                    | bom       |
| PROTEÍNAS             | 14.66 g    | 29.3    | 2.4                    | bom       |
| POTÁSSIO              | 955.04 mg  | 27.3    | 2.3                    | bom       |
| FERRO                 | 4.49 mg    | 24.9    | 2.1                    | bom       |
| COBRE                 | 0.44 mg    | 22.0    | 1.8                    | bom       |
| FÓSFORO               | 208.68 mg  | 20.9    | 1.7                    | bom       |
| MAGNÉSIO              | 80.84 mg   | 20.2    | 1.7                    | bom       |
| VITAMINA B1 (TIAMINA) | 0.30 mg    | 20.0    | 1.7                    | bom       |